# 津の守坂通り

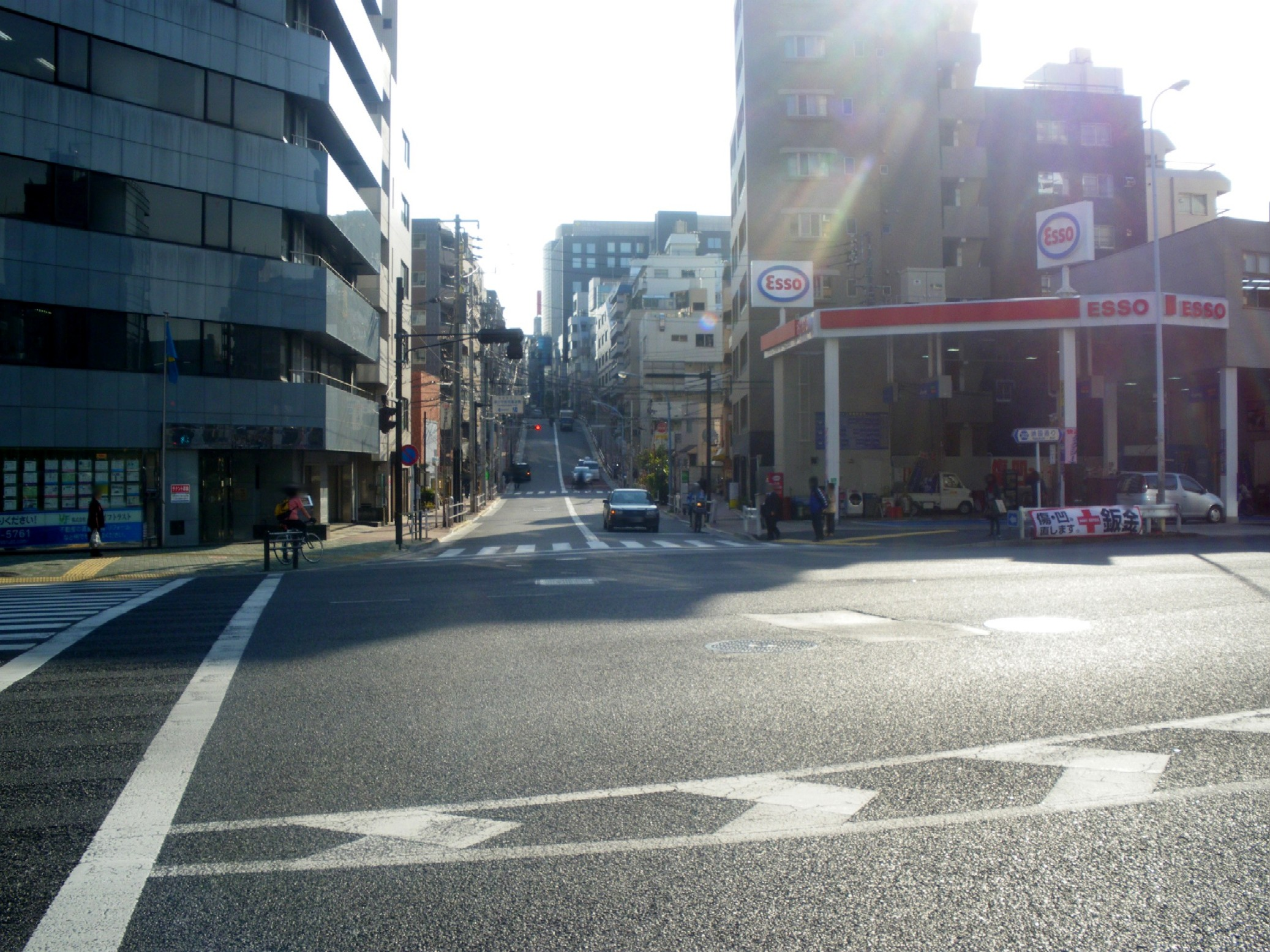
合羽坂下交差点。靖国通りと交差する。

津の守坂通り（つのかみざかどおり）は東京都新宿区内の新宿区道の通称である。

## 概要
四谷2丁目付近の新宿通りから、曙橋付近の靖国通りまでを南北に結ぶ通り。新宿通り四谷方向と靖国通り新宿方向・外苑東通り牛込方向を短絡する道として利用されている。
三栄町交差点から合羽坂下交差点までの通りの北半分が津の守坂と呼ばれる坂であるため、この通称が付けられた。

### 起点・終点
- 起点：東京都新宿区四谷2丁目13番地先（津之守坂入口交差点）
- 終点：東京都新宿区片町1番先（合羽坂下交差点）

### 区間
津之守坂入口交差点-新宿通り（国道20号）
｜
三栄町交差点-三栄通り
｜
合羽坂下交差点-靖国通り・合羽坂を介して外苑東通り

## 津の守坂
通りの名の由来となった「津の守坂」は、三栄町交差点から合羽坂下交差点にかけて緩やかに下る坂。江戸時代、隣地（荒木町周辺）に尾張徳川家の分家である美濃高須藩主・松平義行（摂津守）の上屋敷があったことに由来する。
座標: 北緯35度41分27秒 東経139度43分29秒 / 北緯35.69083度 東経139.72472度

## 周辺
通りに並ぶ建物はオフィスビルが多いが一歩通りから入れば荒木町の飲食店街、もしくは片町の古くからの住宅街が広がる。これらの町には狭隘路が多く、過去の雰囲気をなお有する町が残っている。ただし、道路沿いを中心として近年は再開発が各所で進行中。
- 新宿区立新宿歴史博物館
- 新宿区立男女共同参画推進センター
- 新宿区立津の守坂児童公園
- 防衛省（ただし、門はかなり離れた靖国通り沿いにある）
- 中央大学市ヶ谷キャンパス

## その他

### バス路線
- 宿75系統（新宿駅西口 - 東京女子医大 - 四ツ谷駅 - 三宅坂）が全線を通過。途中に合羽坂下、三栄町の2ヶ所停留所がある。